# 2010 CAN U-20女子選手権
2010 CAN U-20女子選手権は、2009年11月7日から2010年2月28日にかけて開催された、第5回目のCAN U-20女子選手権である。

## 概要
上位3チームはドイツで開催される2010 FIFA U-20女子ワールドカップの出場権を手にする。ガーナ、ナイジェリアが出場権を獲得した。
本戦のすべての試合はホーム・アンド・アウェー方式で開催された。

## 予備予選
| チーム #1     | 合計   | チーム #2             | 第1戦 | 第2戦 |
| ------------- | ------ | --------------------- | ----- | ----- |
| 中央アフリカ  | 不戦勝 | サントメ・プリンシペ1 | N/A   | N/A   |
| マダガスカル  | 2–7    | レユニオン            | 1–4   | 1–3   |
| ウガンダ      | 3–1    | ルワンダ              | 2–1   | 1–0   |
| モザンビーク2 | 辞退   | ケニア2               | 辞退  | 辞退  |
| トーゴ2       | 辞退   | シエラレオネ2         | 辞退  | 辞退  |

- 1 - サントメ・プリンシペは1戦目の前に出場を辞退し、中央アフリカは不戦勝となり1次予選に自動的に進出。[1]

- 2 - モザンビーク、ケニア、トーゴ、シエラレオネは全て出場を辞退。[2]

## 1次予選
| チーム #1        | 合計      | チーム #2        | 第1戦 | 第2戦 |
| ---------------- | --------- | ---------------- | ----- | ----- |
| 中央アフリカ     | 1–3       | コンゴ民主共和国 | 0–2   | 1–1   |
| ボツワナ         | 3–3 (3–4) | ナミビア (pen.)  | 1–2   | 2–1   |
| チュニジア       | 不戦勝    | エジプト3        | N/A   | N/A   |
| コンゴ3          | 不戦勝    | ガーナ           | N/A   | N/A   |
| レユニオン       | 3–6       | 南アフリカ共和国 | 3–4   | 0–2   |
| ウガンダ3        | 不戦勝    | ザンビア         | N/A   | N/A   |
| 予備予選4の勝者4 | 不戦勝    | ジンバブエ       | N/A   | N/A   |
| 予備予選5の勝者4 | 不戦勝    | ナイジェリア     | N/A   | N/A   |

- 3 - エジプト、コンゴ、ウガンダは1戦目の前に出場を辞退したため、チュニジア、ガーナ、ザンビアは2次予選に自動的に進出。[3]

- 4 - 予備予選のモザンビーク-ケニア戦とトーゴ-シエラレオネ戦で勝者が出なかったため、ジンバブエとナイジェリアは自動的に2次予選に進出。[4]

## 2次予選
| チーム #1        | 合計 | チーム #2    | 第1戦 | 第2戦 |
| ---------------- | ---- | ------------ | ----- | ----- |
| コンゴ民主共和国 | 3–2  | ナミビア     | 2–2   | 1–0   |
| チュニジア       | 0–3  | ガーナ       | 0–2   | 0–1   |
| 南アフリカ共和国 | 7–2  | ザンビア     | 1–2   | 6–0   |
| ジンバブエ       | 1–10 | ナイジェリア | 1–4   | 0–6   |

## 3次予選
3次予選は2010年2月12日から2月28日まで開催された。それぞれの試合の勝者がU-20ワールドカップ出場権を得る。
| チーム #1        | 合計 | チーム #2    | 第1戦 | 第2戦 |
| ---------------- | ---- | ------------ | ----- | ----- |
| コンゴ民主共和国 | 0-5  | ガーナ       | 0–2   | 0-3   |
| 南アフリカ共和国 | 3-12 | ナイジェリア | 3–5   | 0-7   |